# Robert Boulin
Pour les articles homonymes, voir Boulin.
Robert Boulin, né le 20 juillet 1920 à Villandraut (Gironde) et mort le 30 octobre 1979 à Saint-Léger-en-Yvelines (Yvelines), est un homme politique français.
Gaulliste, il est secrétaire d'État puis ministre sous les présidences de Charles de Gaulle, Georges Pompidou et Valéry Giscard d'Estaing.
Sa mort controversée — alors qu'il était ministre du Travail et que son nom était avancé pour devenir Premier ministre —, la découverte de son corps dans l'étang Rompu de la forêt de Rambouillet et les questions en découlant ont été le point de départ de l'affaire Robert Boulin.

## Biographie

### Origine
Robert Boulin est né le 20 juillet 1920 à Villandraut (Gironde), bourg situé aux confins de la Gironde et des Landes. Il est issu d'une famille modeste. Son père Daniel Boulin (1881-1940), était contrôleur à la Manufacture des tabacs de Bordeaux, et décède à 59 ans d'une rupture d'anévrisme en attendant le bus, alors que Robert a 20 ans.

### Résistance
Résistant, Robert Boulin entre en 1941, à 21 ans, dans le réseau Navarre, dont il devient le chef, et est engagé volontaire deux ans plus tard. Après la Seconde Guerre mondiale, il est notamment décoré de la croix de guerre et de la médaille de la Résistance.
Il s'inscrit à l'université de Bordeaux et obtient une licence de droit et une licence de lettres. Il devient après guerre avocat à Bordeaux, puis à Libourne.
Robert Boulin est initié à la franc-maçonnerie en 1975-1976 à la Grande Loge de France.

### Parcours politique
Gaulliste, il entre en politique après guerre. Conseiller des républicains sociaux, il commence véritablement sa carrière politique en 1958, lorsqu'il est élu député UNR dans la 9e circonscription de la Gironde. L'année suivante, il devient maire de Libourne, après quoi il est constamment réélu député et maire jusqu'à sa mort.
Il exerce des fonctions ministérielles pendant près de quinze ans — ce qui constitue un record de longévité à ce type de poste sous la Ve République — sous les présidences du général de Gaulle, de Georges Pompidou et Valéry Giscard d'Estaing. Il est successivement secrétaire d'État aux Rapatriés (1961-1962), au Budget (1962-1967), à l'Économie et aux Finances (1967-1968), puis ministre de la Fonction publique (1968), de l'Agriculture (1968-1969), de la Santé publique et de la Sécurité sociale (1969-1972), ministre délégué aux Relations avec le Parlement (1972-1973), chargé des Relations avec le Parlement (1976-1977), délégué à l'Économie et aux Finances (1977-1978) et enfin ministre du Travail et de la Participation (1978-1979).
Membre de l'UNR, de l'UDR, puis du RPR fondé par Jacques Chirac, Robert Boulin est souvent présenté comme un homme intègre, possédant une grande capacité de travail et très apprécié de l'opinion publique, au point que sa nomination au poste de Premier ministre pour succéder à Raymond Barre est régulièrement évoquée à partir de 1978.

### Mort
Le 30 octobre 1979, à 8 h 40, le cadavre de Robert Boulin est retrouvé dans l'étang Rompu, au cœur de la forêt de Rambouillet (Yvelines) à environ deux cents mètres à l'ouest d'un lacet de la route reliant Saint-Léger-en-Yvelines à Montfort-l'Amaury. L'enquête judiciaire conclut très vite à un suicide. Cette version est ensuite contestée par la famille Boulin, des témoins, des journalistes et des hommes politiques de l'époque, qui affirment que le Service d'action civique (SAC) d'Achille Peretti, Charles Pasqua et Jacques Foccart a commandité son assassinat dans la crainte que Robert Boulin ne dévoile le réseau de fausses factures participant au financement du RPR.
Le 10 septembre 2015, le parquet de Versailles annonce l'ouverture d'une information judiciaire pour « arrestation, enlèvement et séquestration suivi de mort ou assassinat » dans le but de clarifier les circonstances de la mort du ministre. Une première enquête lancée en 1983 s'est terminée par un non-lieu en 1991.
En novembre 2020, une expertise médicale invalide la thèse de la mort par noyade, considérant les fractures constatées au visage.
En 2023, un nouveau témoignage a relancé l'instruction de l'enquête rouverte en 2015. Alors que le parquet de Versailles avait requis un non-lieu et que les investigations dans l'affaire Boulin étaient sur le point d'être closes, un témoin s'est manifesté auprès de la justice, relançant les investigations. L'homme en question affirme avoir assisté à une conversation qui accrédite la thèse selon laquelle le ministre du Travail a été assassiné. D'après ses dires, des membres du Service d'action civique (SAC) ont évoqué "un accident". Son récit est jugé assez sérieux pour relancer l'enquête.

## Distinctions

### Décorations
- Croix de guerre 1939–1945
- Médaille de la Résistance française (31 mars 1947)[9]
- Commandeur de l'ordre du Mérite agricole ex officio, en tant que ministre de l'Agriculture
- Croix du combattant
- Croix du combattant volontaire de la Résistance

### Hommages
À Libourne, plusieurs lieux portent son nom :
- le centre hospitalier ;
- le stade d'athlétisme ;
- les allées Robert Boulin.

## Détail des mandats et fonctions

### Mandats locaux
- 1959 - 1979 : maire de Libourne
- 1973 - 1979 : conseiller régional d'Aquitaine

### Mandats parlementaires
- Député de la 9e circonscription de la Gironde
  - 9 décembre 1958 - 24 septembre 1961 (nommé au gouvernement)
  - 6 décembre 1962 - 6 janvier 1963 (nommé au gouvernement)
  - 15 janvier 1966 - 8 février 1966 (réélu lors d'une élection partielle qui fait suite à la mort de son suppléant, André Lathière, il est remplacé par son nouveau suppléant car toujours membre du gouvernement)
  - 3 avril 1967 - 7 mai 1967 (nommé au gouvernement)
  - 11 juillet 1968 - 12 août 1968 (nommé au gouvernement)
  - 2 avril 1973 - 27 septembre 1976 (nommé au gouvernement)
  - 3 avril 1978 - 5 mai 1978 (nommé au gouvernement)

### Fonctions ministérielles
- 24 août 1961 - 11 septembre 1962 : secrétaire d'État aux Rapatriés (gouvernement Michel Debré, gouvernement Georges Pompidou I)
- 11 septembre 1962 - 1er avril 1967 : secrétaire d'État au Budget (gouvernement Georges Pompidou I, II et III)
- 6 avril 1967 - 31 mai 1968 : secrétaire d'État à l'Économie et aux Finances (gouvernement Georges Pompidou IV)
- 31 mai 1968 - 10 juillet 1968 : ministre de la Fonction publique (gouvernement Georges Pompidou IV)
- 12 juillet 1968 - 16 juin 1969 : ministre de l'Agriculture (gouvernement Maurice Couve de Murville)
- 22 juin 1969 - 5 juillet 1972 : ministre de la Santé publique et de la Sécurité sociale (gouvernement Jacques Chaban-Delmas)
- 6 juillet 1972 - 28 mars 1973 : ministre délégué auprès du Premier ministre, chargé des Relations avec le Parlement (gouvernement Pierre Messmer I)
- 27 août 1976 - 29 mars 1977 : ministre chargé des Relations avec le Parlement (gouvernement Raymond Barre I)
- 30 mars 1977 - 31 mars 1978 : ministre délégué auprès du Premier ministre, chargé de l'Économie et des Finances (gouvernement Raymond Barre II)
- 5 avril 1978 - 30 octobre 1979 : ministre du Travail et de la Participation (gouvernement Raymond Barre III)

### Famille
- Bertrand Boulin (fils)
- Fabienne Boulin-Burgeat (fille)

#### Étude
- Hubert Bonin, Bernard Lachaise et Christophe-Luc Robin (dir.), Robert Boulin : itinéraires d'un gaulliste (Libourne, Paris), Bruxelles, PIE Peter Lang, 2011, coll. « France contemporaine », 421 p., 2011,  (ISBN 978-90-5201-736-5), présentation en ligne, présentation en ligne.

#### Articles
- « Affaire Boulin. Des journalistes écrivent à Emmanuel Macron pour réclamer la vérité », Ouest-France, 31 octobre 2019

#### Essais et fictions sur la mort de Robert Boulin
- Étienne Davodeau, Benoît Collombat, Roberto Scarpinato (Auteur de postface, colophon, etc.), Anna Rizzello (Traducteur) et Sarah Waligorski (Traducteur), Cher pays de notre enfance : enquête sur les années de plomb de la Ve République, Paris, Futuropolis, 2015, 217 p. (ISBN 978-2-754-81085-2 et 2-754-81085-4, OCLC 924756734)
- Guy Penaud, Pour en finir avec l'Affaire Robert Boulin, L'Harmattan, 1er janvier 2015 (parution initiale le 22 décembre 2014), 256 pages  (ISBN 978-2-343 04880 2)
- Francis Christophe, dessins : Loco, Boulin, le fantôme de la Ve République, OwniBooks, 24 juin 2011, 66 pages.
- Fabienne Boulin-Burgeat, Le Dormeur du Val, Don Quichotte, 17 janvier 2011, 320 pages  (ISBN 978-2359490237)
- Karine Hamedi, Scandale et suicide politiques : destins croisés de Pierre Bérégovoy et Robert Boulin, Paris, éditions L'Harmattan, 1er mai 2008, 490 pages.
- Benoît Collombat, Un homme à abattre : contre-enquête sur la mort de Robert Boulin, Paris, Fayard, 11 avril 2007, 506 pages  (ISBN 978-2213631042) (ISBN 978-2296052611)
- Gilles Leclair, La vérité sur l'affaire Robert Boulin, Paris, Alibi (collection récit), 2022, 168 pages.